# 彭維爾 (喬治亞州)
彭維爾（英語：Pennville）是位於美國喬治亞州查圖加縣的一個非建制地區。該地的面積和人口皆未知。

## 地理
彭維爾的座標為34°30′44″N 85°19′17″W / 34.51222°N 85.32139°W，而該地的平均海拔高度為211米（即692英尺）。